# Alaina Lockhart
Pour les articles homonymes, voir Lockhart.
Alaina Lockhart (née le 26 mai 1974) est une femme politique canadienne du Nouveau-Brunswick.

## Biographie
Elle est élue députée fédérale de la circonscription de Fundy Royal lors de l'élection canadienne de 2015 et elle siège à la Chambre des communes du Canada en tant que libérale. Elle exerce les fonctions de secrétaire parlementaire de Mélanie Joly. Aux élections de 2019, elle est défaite par le conservateur Rob Moore.
Alaina Lockhart est titulaire d'un baccalauréat en administration des affaires obtenu à l'Université du Nouveau-Brunswick.